# Windowlicker
«Windowlicker» es un sencillo publicado en 1999 por el artista de música electrónica inglés Richard D. James, publicado bajo el alias Aphex Twin en el sello discográfico Warp Records. El sencillo alcanzó el puesto #16 en el UK Singles Chart. La canción fue posteriormente votada, por sus fanes, como la canción más popular de Warp Records para su recopilación Warp20.
El nombre del sencillo viene del término despectivo inglés «windowlicker» (en castellano, mentalmente, «chupacristales»), referido a personas con deficiencias mentales. El término también es una traducción literal de la expresión francesa faire du lèche-vitrine, un segundo significado que se utiliza en el vídeo de la canción.
El artwork del sencillo fue creado por Chris Cunningham, con trabajo adicional de The Designers Republic.

## Lista de canciones
Todas las canciones escritas y producidas por Richard D. James. El sencillo original fue publicado en 12", dos CD separados, una edición especial japonesa y VHS.

### CD1 y vinilo de 12"
WAP105CD/WAP105
1. «Windowlicker» — 6:07
2. «{\displaystyle \Delta M_{i}^{-1}=-\alpha \sum _{n=1}^{N}D_{i}\left[n\right]\left[\sum _{j\in C\left[i\right]}^{}F_{ji}\left[n-1\right]+Fext_{i}\left[n^{-1}\right]\right]}» – 5:43
3. «Nannou» — 4:13

- La canción dos suele ser conocida como «Equation» o «Formula».

### CD2
WAP105CDR
1. «Windowlicker (Original Demo)» — 2:37

- disponible en bleep.com «Windowlicker» en mp3.[1]
- El vídeo de «Windowlicker» también se incluye en formato QuickTime.

### Versión japonesa
WPCR-10328
1. «Windowlicker» — 6:04
2. «{\displaystyle \Delta M_{i}^{-1}=-\alpha \sum _{n=1}^{N}D_{i}\left[n\right]\left[\sum _{j\in C\left[i\right]}^{}F_{ji}\left[n-1\right]+Fext_{i}\left[n^{-1}\right]\right]}» – 5:43
3. «Nannou» — 4:22
4. «Windowlicker (Demo Version)» — 1:57
5. «Windowlicker (End-Roll Version)» — 1:07